# 카를로스 안드레스 페레스
카를로스 안드레스 페레스(스페인어: Carlos Andrés Pérez)는 베네수엘라의 전 정치인이었다. 본명은 카를로스 안드레스 페레스 로드리게스(스페인어: Carlos Andrés Pérez Rodríguez)이고, 1974년부터 1979년까지 대통령으로서 일했다. 1989년 재임에 성공했으나, 부패 혐의로 인해 1993년 파면당했다.
재임 후 전 내무장관, 차관과 함께 공모하여 내무부 예산에서 250,000,000 볼리바르를 불법으로 빼내 우대금리를 적용하였고, 급기야 달러화로 바꿔 부당사취했다는 것이 밝혀졌다. 이로 인해 국민들의 반감을 사게 되었고, 1993년 돌연 사임했다. 그는 이를 대수롭지 않게 넘겼으나, 후에 우고 차베스 정권을 출현하게 하는 요인이 되고 말았다.
이후 옥타비오 레파헤(Octavio Lepage)가 임시 대통령이 되었고, 동년 6월 라몬 J. 벨라스케스(Ramón J. Velásquez)가 대통령으로 취임하였다. 2010년 심장마비로 타계했다. 향년 89세.

## 역대 선거 결과
| 선거명      | 직책명              | 대수 | 정당       | 득표율 | 득표수      | 결과 | 당락 |
| ----------- | ------------------- | ---- | ---------- | ------ | ----------- | ---- | ---- |
| 1973년 선거 | 베네수엘라의 대통령 | 51대 | 민주행동당 | 48.70% | 2,130,743표 | 1위  |      |
| 1988년 선거 | 베네수엘라의 대통령 | 54대 | 민주행동당 | 52.89% | 3,868,843표 | 1위  |      |

## 같이 보기
- 베네수엘라의 대통령 목록